# إرنست بوديج
إرنست بوديج (1908 – 29 ديسمبر 1971) هو سبّاح ألماني راحل، مثّل بلاده في الألعاب الأولمبية الصيفية 1928.

## روابط خارجية
إرنست بوديج على موقع الاتحاد الدولي للسباحة (الإنجليزية)
- إرنست بوديج على موقع أوليمبيديا (الإنجليزية)